# Церква Святої Катерини Італійської (Валлетта)
Церква Святої Катерини Італійської — римо-католицький храм в Валлетті, що належить італійській громаді Мальти.

## Історія
Церква Святої Катерини Італійської побудована госпітальєрами в 1576 році за проєктом Джироламо Кассара. А в XVII столітті перебудована і розширена У січні 1999 року через проникнення води стеля частково обрушилася, а деякі елементи декору були пошкоджені. З 2011 по 2011 рік в церкві проходила реставрація. Церква була знову відкрита 25 листопада 2011 року.
Будівля церкви святої Катерини входить до Національного реєстру культурних цінностей Мальтійських островів під номером 00569.

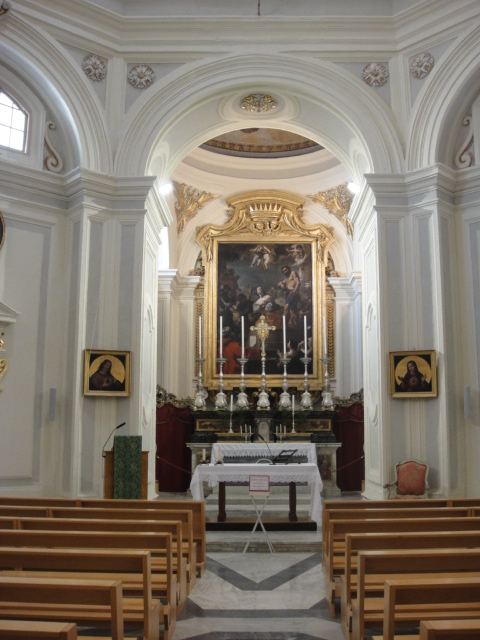
The interior of the church

## Опис будівлі
Церква святої Катерини має в плані восьмикутник і увінчана куполом. Вісім медальйонів роботи Леонардо Ромео на фасаді зображують ключові епізоди житія святої Катерини Олександрійської. Фрески Ромео знаходяться і всередині церкви. Купол, розписаний Маттіа Преті, прикрашений орнаментами в сіро-золотих тонах і стукко. Ікона високого вівтаря зображує мучеництво святої Катерини Олександрійської. Ікона обрамлена золотою рамкою, та прикрашеною гербом, оточеною пальмами. По обидва боки знаходяться дві ікони, імовірно іспанської школи, на сюжети містичного заручення святої Катерини. Старець-пустельник, духівник матері, сказав їй, що знає чудового жениха, котрий перевищує її в усіх талантах, і немає йому подібного. Старець дав Катерині образ Богоматері з Дитятком Ісусом. Дівчина зрозуміла своє призначення.
Правий вівтар присвячений Діві Марії Скорботної. У ньому знаходиться єдина, що зберігається на Мальті, ікона Бенедетто Луті.
У лівому вівтарі знаходиться зображення розп'яття Ісуса Христа.

## Галерея
La chiesa di Santa Caterina d'Alessandria nel contesto di Piazza di Castiglia, Albergo di Castiglia e chiesa di Nostra Signora della Vittoria